# Go (Prison Break)
Go este al  episod al serialului de televiziune Prison Break, al  al sezonului 1.